# Diocesi di Almalik
La diocesi di Almalik (in latino: Dioecesis de Armalech) è una sede soppressa della Chiesa cattolica.

## Storia
La diocesi di Almalik, lungo il fiume Ili nell'ovest dell'odierno Xinjiang, fu una delle sedi episcopali cinesi fondate dal papato durante il XIV secolo, in seguito alle missioni francescane nell'Impero mongolo incominciate nella seconda metà del secolo precedente. Almalik, che faceva parte del khanato Chagatai, era una delle tante città sulla rotta commerciale che dal mar Nero portava verso l'Oriente e la Cina.
Nel corso del XIV secolo Almalik era sede di una comunità e di una diocesi della Chiesa nestoriana, ed inoltre v'era un posto di missione (locus) dei francescani, dipendente dalla custodia del Cathay.
Non si conoscono né la data di fondazione né quella in cui ebbe termine la vita di questa diocesi. Essa fu eretta certamente prima del 1328, anno in cui il vescovo francescano Carlino de Grassis morì a Pavia, sua città natale; ed ebbe termine dopo il 1339/1340, periodo in cui trovò la morte come martire il secondo e ultimo vescovo noto, Riccardo di Burgundia.
Molte tuttavia sono le informazioni relative a questa circoscrizione ecclesiastica latina, grazie a tre documenti: una lettera del missionario francescano spagnolo Pascal de Vitoria (1338); una lettera di papa Benedetto XII al khan Changshi del Chagatai (13 giugno 1338); la relazione di Giovanni de' Marignolli sul martirio dei francescani con il loro vescovo.
Pascal de Vitoria descrive il suo lungo viaggio verso l'Asia centrale: partito dall'Europa nel 1334 passò per Tana, Saraj dove imparò il turco, Urgenj (presso il lago di Aral) dove ebbe una disputa con i Mussulmani; ed infine raggiunse Almalik, presumibilmente nel 1336, dove entrò nel convento francescano della città.
Il khan Changshi si era mostrato favorevole nei confronti dei cristiani. Nel 1338 il papa gli scrisse una lettera di ringraziamento per aver dato al vescovo francescano un terreno su cui costruire un convento, per aver accolto l'arcivescovo Niccolò di Khanbaliq e per averlo autorizzato a costruire chiese e a predicare liberamente. Ed insieme il papa raccomandava al khan la nuova missione inviata in Oriente, guidata da Giovanni de' Marignolli, latore della lettera. Il pontefice faceva riferimento all'invio nella capitale dell'impero cinese del nuovo arcivescovo, che sostituiva il defunto Giovanni da Montecorvino, e che di passaggio da Almalik, presumibilmente attorno al 1336, aveva ricostruito la cattedrale (la cui distruzione era stata forse la causa della fuga di Carlino de Grassis in Europa) e vi aveva lasciato il nuovo vescovo, Riccardo di Burgundia.
La missione francescana, grazie alle condizioni politiche favorevoli, prosperò: un missionario, Francesco d'Alessandria era stato incaricato dell'educazione del figlio di Changshi. Tuttavia la situazione in quelle terre era mutevole, il khan fu rovesciato e, nella lotta per il potere, il mussulmano 'Ali Khalil fece saccheggiare il convento e mettere a morte tutti i missionari con il loro vescovo: Riccardo di Burgundia, Francesco d'Alessandria, Pascal de Vitoria, Raymond Raphi, Pierre Martel, Lorenzo d'Ancona, e un mercante italiano, Guglielmo di Modena. Questi fatti furono raccontati da Giovanni de' Marignolli, che arrivò ad Almalik (con l'oramai inutile lettera di papa Benedetto XII) l'anno successivo agli eventi (circa 1340/1341), quando anche Ali era stato rovesciato e la situazione tornò favorevole ai cristiani. Il Marignolli fu autorizzato a predicare e a ricostruire il convento su un nuovo terreno; ripartì per Khanbaliq verso la fine del 1341, lasciando sul posto un gruppo di nuovi missionari francescani.
Le sorti di questa diocesi sono incerte. Le ricerche archeologiche hanno messo in luce delle pietre tombali cristiane, databili al 1368, mentre altre sembrano testimoniare il passaggio forzato dei cristiani nestoriani alla fede islamica.

## Cronotassi dei vescovi
- Carlino de Grassis, O.F.M. † (? - 1328 deceduto)
- Riccardo di Burgundia, O.F.M. † (prima del 1338 - 1339/1340 deceduto)